# Longardore
Longardore è una frazione del comune cremonese di Sospiro posta a nordovest del centro abitato.

## Storia
La località era un piccolo villaggio agricolo di antica origine del Contado di Cremona con 397 abitanti a metà Settecento.
In età napoleonica, dal 1810 al 1816, Longardore fu già frazione di Sospiro, recuperando però l'autonomia con la costituzione del Regno Lombardo-Veneto.
All'unità d'Italia nel 1861, il comune contava 770 abitanti.
Nel 1868 il comune di Longardore venne definitivamente annesso dal comune di Sospiro.
Nel medioevo i Longobardi nei territori attuali di Longardore si stanziarono inizialmente con un accampamento e poi costruendo il paese,infatti il nome del paese deriva proprio dal nome della civiltà che lo fondò.